# 유현승
류현승(柳弦丞, 1971년 3월 27일 ~ )은 전 KBO 리그 야구 선수인 투수이다.

## 출신학교
- 경남고등학교
- 동아대학교

## 등번호
- 34번 (쌍방울 레이더스)(1994년 ~ 1998년)
- 11번 (쌍방울 레이더스 (1999년), SK 와이번스)
- 69번 (LG 트윈스)